# Mundopa pashokensis
Mundopa pashokensis är en insektsart som beskrevs av Frederick Arthur Godfrey Muir 1922. Mundopa pashokensis ingår i släktet Mundopa och familjen kilstritar. Inga underarter finns listade i Catalogue of Life.